# 宝峰寺 (涿鹿县)
宝峰寺位于河北省涿鹿县南山区谢家堡乡上疃村西北一里处。明代称天桥山宝峰寺。2008年，列为第五批河北省文物保护单位
明朝成化年间，保安州知州王启所撰《重修天桥山宝峰寺碑记》记，住持道圆称：“是寺相传为先朝所敕建，屡遭兵燹，僧籍、石碣俱煨烬无存一二，先后住持之僧寄迹云水，往过来续。是时，兴废颠末，邈然无可考久矣”。天顺四年（1460年），道圆“始奉僧録札付”，担任宝峰寺住持，“所存惟颓垣故址”。天顺五年（1461年）四月之望日，开始修复工程，成化五年（1469年）十月之朔日落成。
在当代，宝峰寺所在已改建为学校，原寺中正殿已无存，只遗基址。其它建筑仅余岗上的一处院落。2008年10月23日，河北省人民政府将宝峰寺列入第五批河北省文物保护单位。